# 諾弗刻
諾弗刻（Gnophkehs）是是美國小說家霍華德·菲利普·洛夫克拉夫特所創造的克蘇魯神話中的種族，最早出現在短篇小說《蠟像館驚魂》（The Horror in the Museum）中。
他們被形容為人形的食人生物，特徵為粗燥而雜亂的毛发、大而突出的耳朵、以及長長的鼻子。崇拜 舊日支配者蘭·提戈斯（Rhan-Tegoth）的他们原先居住在終北之地（Hyperborea），但在蘭·提戈斯陷入沉睡之後，他們失去了神明的眷戀，因而被崇拜扎特瓜的異族弗米斯（Voormis）驅趕到名為洛瑪爾（Lomar）的地方。
其後，居住在洛瑪爾的人類的攻擊逼使他們遷徙到更北的地域，直到他們改為信奉「風行者」伊塔庫亞後，他們才再次崛起，向弗米斯發動反擊。
諾弗·刻族最終在亞弗姆·扎和伊塔庫亞帶來的大冰期間，伴隨弗米斯和居住在洛瑪爾的人類滅亡。

## 諾弗·刻
諾弗·刻（Gnoph-keh）是諾弗刻（Gnophkeh）所崇拜的圖騰，其形貌為擁有六腳，頭上有獨角鯨角的巨大北極熊。他們擁有嗜血而野蠻的形象，是寒冷和冰雪的象徵。

## 註腳
1. ↑  "Crazy Ivan's Timeline of Werewolf and Therianthrope Fiction （页面存档备份，存于）"
2. ↑  "Cthulhu Mythos Timeline by James "JEB" Bowman （页面存档备份，存于）"